# 有働正治
有働 正治（うどう まさはる、1944年10月28日 - ）は日本の教育者、政治家。元参議院議員（日本共産党公認、1期）。

## 来歴
熊本県出身。熊本大学教育学部を卒業後、高校教師をへて赤旗編集部勤務。その後、宮本顕治秘書をつとめ、宮本顕治の信任を得る。その後、党中央委員に選出され、1992年に行われた第16回参議院議員通常選挙に比例区から出馬し初当選。この選挙で共産党は、比例区において有働のほか立木洋、聴濤弘、吉岡吉典の4名の当選者を出している。
1期務めた後、1998年に引退を表明した。議員在職中は地方行政委員会、国民生活調査会、予算委員会の各理事などを歴任した。

## 著書
- 「史録 革新都政」（新日本出版社、1984年）
- 「革新都政史論」（同上、1989年） - 「史録 革新都政」の増補版。
- 「まちで雇用をふやす-公共事業より巨大な社会保障・医療の経済効果」（自治体研究社、2004年）